# Oberuzwil
Oberuzwil es una comuna suiza del cantón de San Galo, ubicada en el distrito de Wil. Limita al norte con la comuna de Uzwil, al este con Oberbüren y Flawil, al sur con Degersheim y Lütisburg, y al occidente con Jonschwil.